# Bereina
Bereina – miasto w Papui-Nowej Gwinei, w prowincji Centralnej.